# Krajka (pasamon)

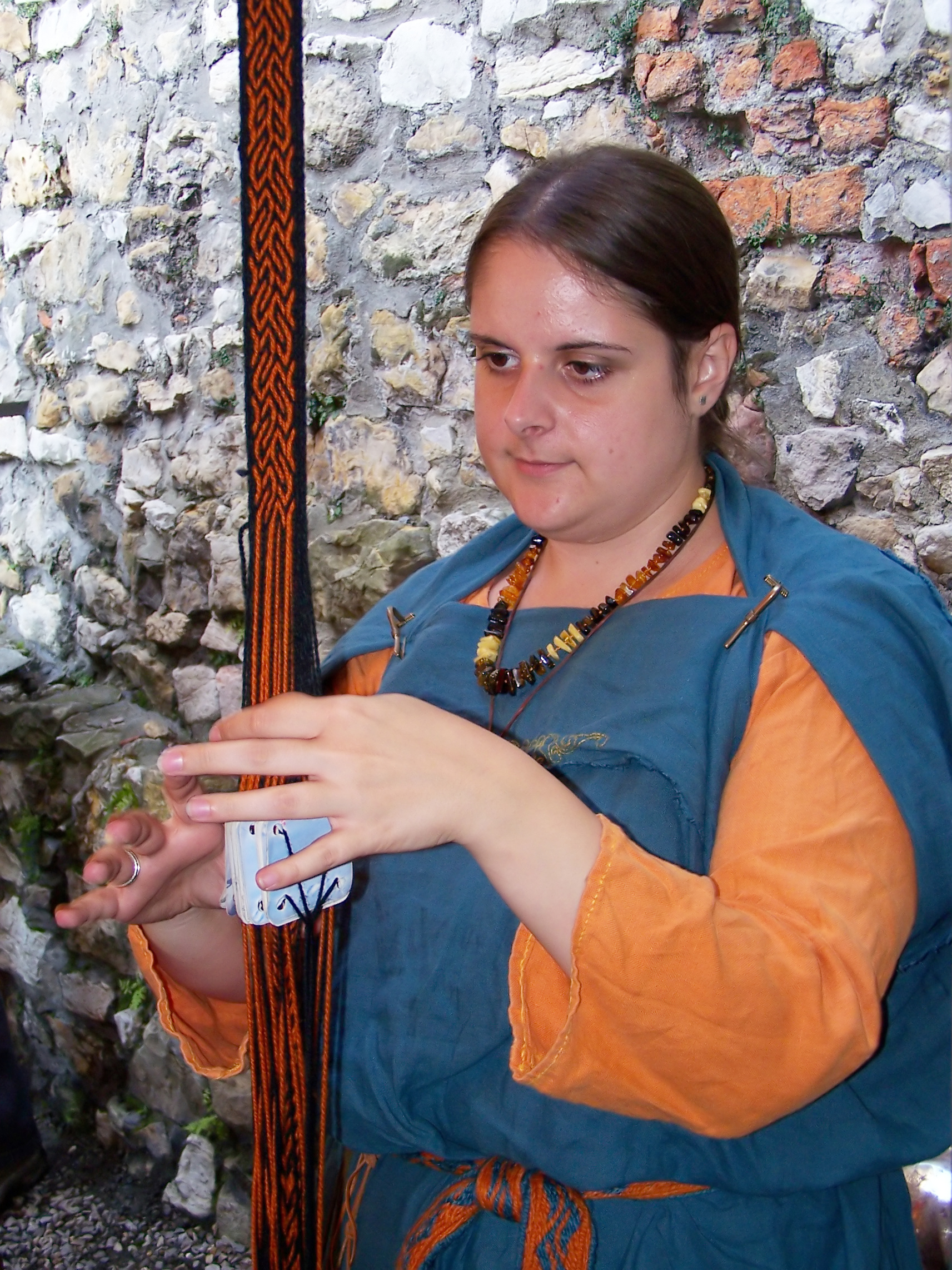
Tkanie krajek przy użyciu tabliczek prezentowane podczas festiwalu muzyki celtyckiej w Będzinie.

Krajka – dekoracyjny wyrób ludowy, w postaci wąskiego paska (od kilku  do kilkunastu centymetrów), barwnie tkany przy użyciu bardka lub wykonywany techniką tkania tabliczkowego.

## Rodzaje krajek
- Krajki tkane przy pomocy bardka – można uzyskać wyrób tylko w splocie płóciennym, więc dodatkowe efekty dekoracyjne uzyskuje się przez zastosowanie osnowy i wątku o mocnych, jaskrawych barwach.
- Krajki tkane przy pomocy tabliczek – ta technika pozwala na tworzenie prostych efektów splotowych, które w połączeniu z mocnymi barwami osnowy i wątku dają możliwość uzyskania barwnych wzorów geometrycznych[2].

## Zastosowanie
Krajki stosowane były powszechnie przez Słowian do wzmacniania i ozdabiania brzegów strojów ludowych - wzmacniały brzegi odzieży i chroniły je przed przecieraniem. Obecnie produkowane przez warsztaty rzemieślnicze są nadal chętnie kupowane i stosowane do ozdobnego wykończania odzieży (popularne również wśród grup zajmujących się odtwórstwem historycznym jak np. bractwa rycerskie). Współcześnie, przemysłowo wytwarzane wyroby tego typu, nazywa się pasmanterią.